# Heat pipe
Heat pipe, ciepłowód, rurka cieplna – rurka zawierająca parujący i skraplający się płyn, który wykorzystywany jest do transportu ciepła, umożliwiająca przekazywanie znacznych jego ilości przy niewielkiej różnicy temperatur, znacznie większych (ok. 10 razy) niż przewodzone przez ciała stałe, które przenoszą ciepło przez przewodność cieplną.

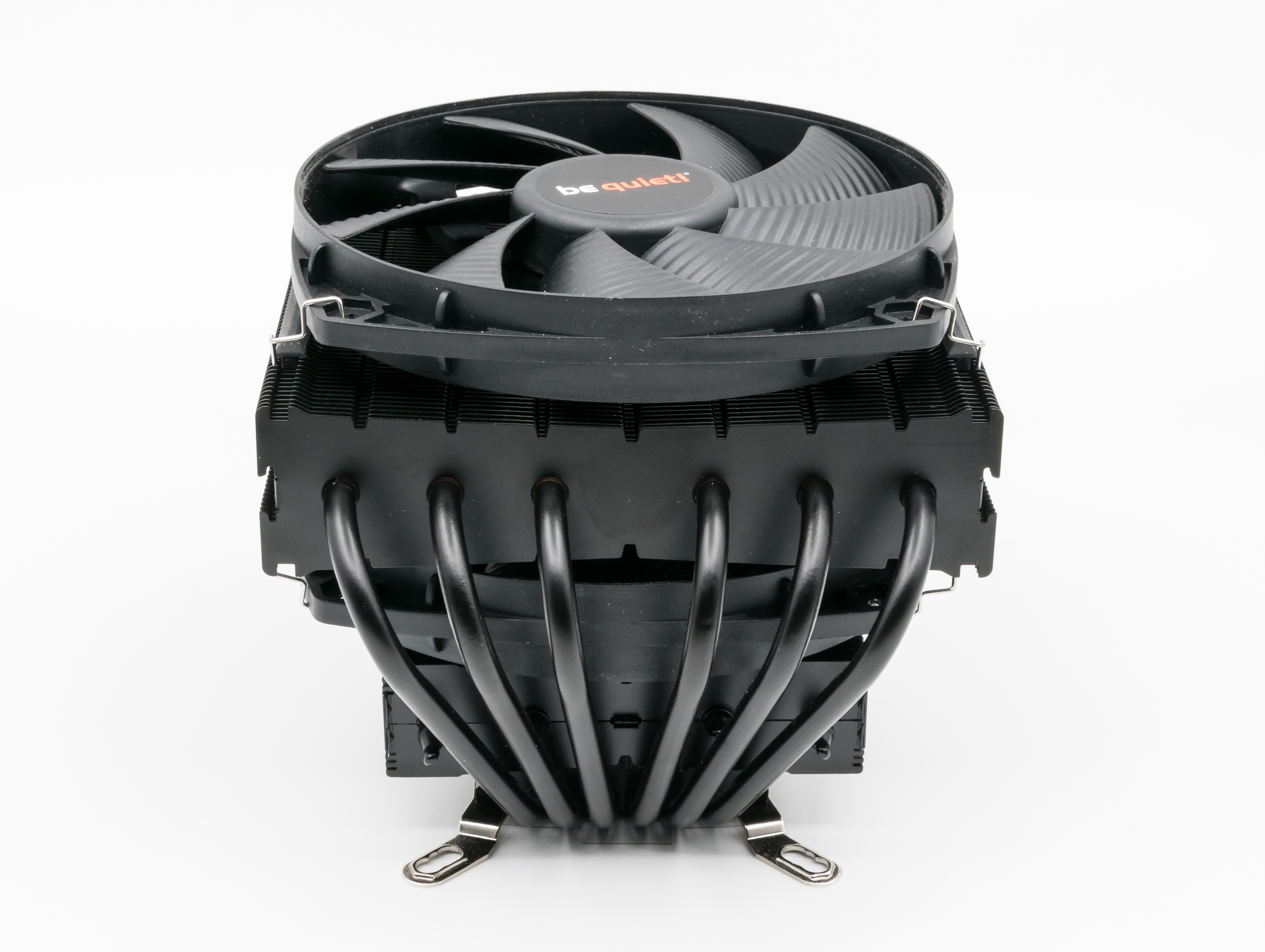
Chłodzenie procesora wyposażone w sześć ciepłowodów

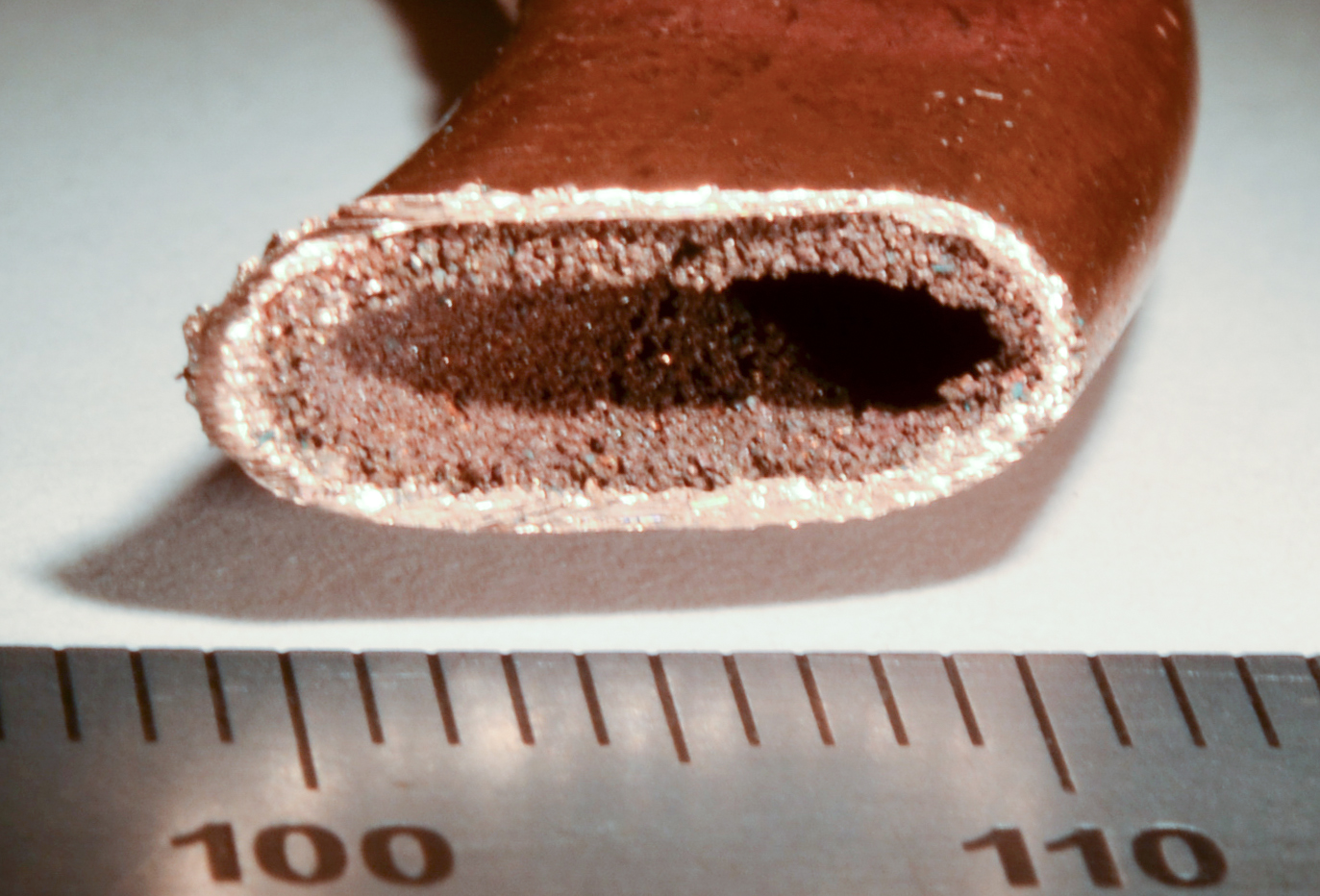
Przekrój rurki cieplnej z laptopa

Jest to zazwyczaj miedziana rurka zawierająca odpowiednio dobraną do zastosowania ciecz (skroplony amoniak, aceton, woda, eter, freon, metanol, etanol). Rurka jest najczęściej wewnątrz pokryta porowatym materiałem pełniącym rolę knota. Podgrzewanie jednego końca rurki wywołuje parowanie cieczy w jej wnętrzu, a co za tym idzie, pochłanianie dostarczanego ciepła. Para następnie przemieszcza się do części rurki o niższej temperaturze, gdzie oddając ciepło skrapla się na jej chłodniejszych ściankach. Skroplona ciecz przepływa po ściankach grawitacyjnie lub w wyniku przesiąkania w knocie – porowatej substancji pokrywającej ścianki rurki – do części rurki o wyższej temperaturze. Efektywność przenoszenia ciepła w wyniku konwekcji połączonej z parowaniem jest znacznie wydajniejsza od przewodzenia ciepła przez ciała stałe.
Technologia ta wykorzystywana jest głównie do chłodzenia elementów elektronicznych, ale spektrum zastosowań jest znacznie szersze, od chłodzenia silników statków kosmicznych, przez kolektory słoneczne, po chłodzenie konstrukcji rurociągu transalaskańskiego (aby ciepło generowane przez przepływ ropy naftowej nie roztopiło wiecznej zmarzliny, w której zamocowane są elementy konstrukcyjne). W przemyśle stalowym technologia ta wykorzystywana jest do podgrzewania powietrza, zanim trafi do komory spalania. Pozwala to na zaoszczędzenie energii ze spalanego paliwa, a co za tym idzie, przyczyna się do zmniejszenia emisji gazów.